# Pueblo dakota
Los dakotas o dacotas (en dakota: dakȟóta o dakhóta) son un pueblo nativo estadounidense y un gobierno de banda de las Primeras Naciones en América del Norte. Componen dos de las tres subculturas principales del pueblo siux y se dividen típicamente en los dakotas orientales y los dakotas occidentales.
Las cuatro bandas de los dakotas orientales son los bdewákaŋthuŋwaŋ, waȟpéthuŋwaŋ, waȟpékhute y sisíthuŋwaŋ, y a veces se les refiere como los santee (isáŋyathi o isáŋ-athi), que residen en el este de las Dakotas, el centro de Minnesota y el norte de Iowa. Tienen tribus reconocidas federalmente establecidas en varios lugares.
Los dakotas occidentales son los yankton y los yanktonai (iháŋktȟuŋwaŋ e iháŋktȟuŋwaŋna), que residen en el área del alto río Misuri. Los yankton y los yanktonai son colectivamente también conocidos por el endónimo wičhíyena («aquellos que hablan como hombres»). También tienen tribus reconocidas federalmente. En el pasado, los dakotas occidentales han sido erróneamente clasificados como nakotas, quienes se encuentran en Montana y a través de la frontera en Canadá, donde se les conoce como stoney.

## Nombre
La palabra dakota significa «aliado o amigo» en el idioma dakota, y sus autónimos incluyen ikčé wičhášta ('pueblo indígena') y dakhóta oyáte («pueblo dakota»).

## Historia
Los dakota fueron desterrados por los indios ojibwa, quienes les invadieron y derrotaron.  Los dakota a su vez procedieron a invadir a principios del s. XVII la cuenca del río Minesota, venciendo y desterrando a los indios iowa y a los indios oto.

## Grupos étnicos

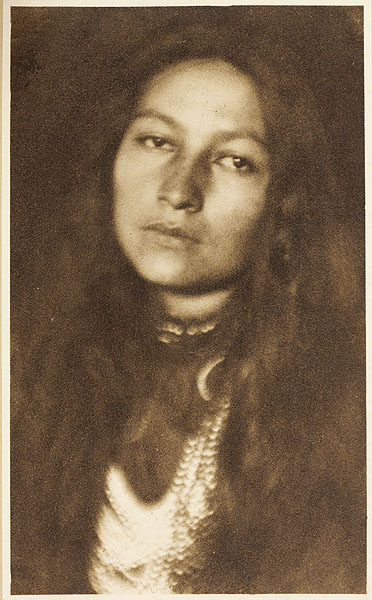
Zitkala-Sa (1876-1938), autora Yankton, fotografiada por Joseph Keiley.

Los dakotas orientales y occidentales son dos de los tres grupos pertenecientes a la nación siux (también llamada dakota en un sentido amplio), siendo el tercero los lakotas (thítȟuŋwaŋ o teton). Los tres grupos hablan dialectos que todavía son relativamente mutuamente inteligibles. Esto se refiere a un lenguaje común, dakota-lakota, o siux.
Los dakotas incluyen las siguientes bandas: 
- División Santee (Dakota Orientales) (Isáŋyathi, que significa «campamento del cuchillo»[2])
  - Mdewakanton (Bdewákhaŋthuŋwaŋ «Aldea del Lago Espíritu» o «gente del lago místico»[2])
Personas notables: Taoyateduta
  - Sisseton (Sisíthuŋwaŋ, que se traduce como «aldea del pantano/lago/escamas de pescado»[2])
  - Wahpekute (Waȟpékhute, «Arqueros de la Hoja»)
Personas notables: Inkpaduta
  - Wahpeton (Waȟpéthuŋwaŋ, «Aldea de la Hoja»)
- División Yankton-Yanktonai (Dakota Occidentales) (Wičhíyena)
  - Yankton (Iháŋkthuŋwaŋ, «Aldea al Final»)
  - Yanktonai (Iháŋkthuŋwaŋna, «Pequeña Aldea al Final»)
    - Upper Yanktonai
    - Húŋkpathina o Yanktonai Inferiores[5]

## Idioma
El idioma dakota es un idioma de la familia siux del Valle del Misisipi, perteneciente a la familia lingüística más amplia Siouan-Catawban. Está estrechamente relacionado y es mutuamente inteligible con el idioma lakota, y ambos también están relacionados más lejanamente con los idiomas stoney y assiniboine. El dakota se escribe en el alfabeto latino y cuenta con un diccionario y gramática.
1. Dakota Oriental (también conocido como Santee-Sisseton o Dakhóta)
  - Santee (Isáŋyáthi: Bdewákhathuŋwaŋ, Waȟpékhute)
  - Sisseton (Sisíthuŋwaŋ, Waȟpéthuŋwaŋ)
2. Dakota Occidental (o Yankton-Yanktonai or Dakȟóta)
  - Yankton (Iháŋktȟuŋwaŋ)
  - Yanktonai (Iháŋktȟuŋwaŋna)
    - Yanktonai Superiores (Wičhíyena)

1. - Dakota Oriental (también conocido como Santee-Sisseton o Dakhóta)
  - Santee (Isáŋyáthi: Bdewákhathuŋwaŋ, Waȟpékhute)
  - Sisseton (Sisíthuŋwaŋ, Waȟpéthuŋwaŋ)